# Chūgū-ji
Le Chūgū-ji (中宮寺) est un temple bouddhiste de la préfecture de Nara au Japon, fondé comme couvent au VIIe siècle par Shōtoku Taishi. Situé immédiatement au nord-est du Hōryū-ji, sa statue de Miroku et le mandala Tenjukoku sont des trésors nationaux.

## Histoire
Le Chūgū-ji était autrefois le palais de Hashihito, mère de Shōtoku Taishi. Après sa mort, il est converti en temple. Se tenant à l'origine à trois cents mètres à l'est, il est déplacé à son actuel emplacement au cours de l'époque de Muromachi. Le Chūgū-ji est un des trois couvents de la province de Yamato dont les prêtresses en chef sont des princesses impériales. Le site est désigné « site historique » et l'Omotegomaon de l'époque d'Edo est enregistré comme propriété culturelle,.

## Miroku Bosatsu

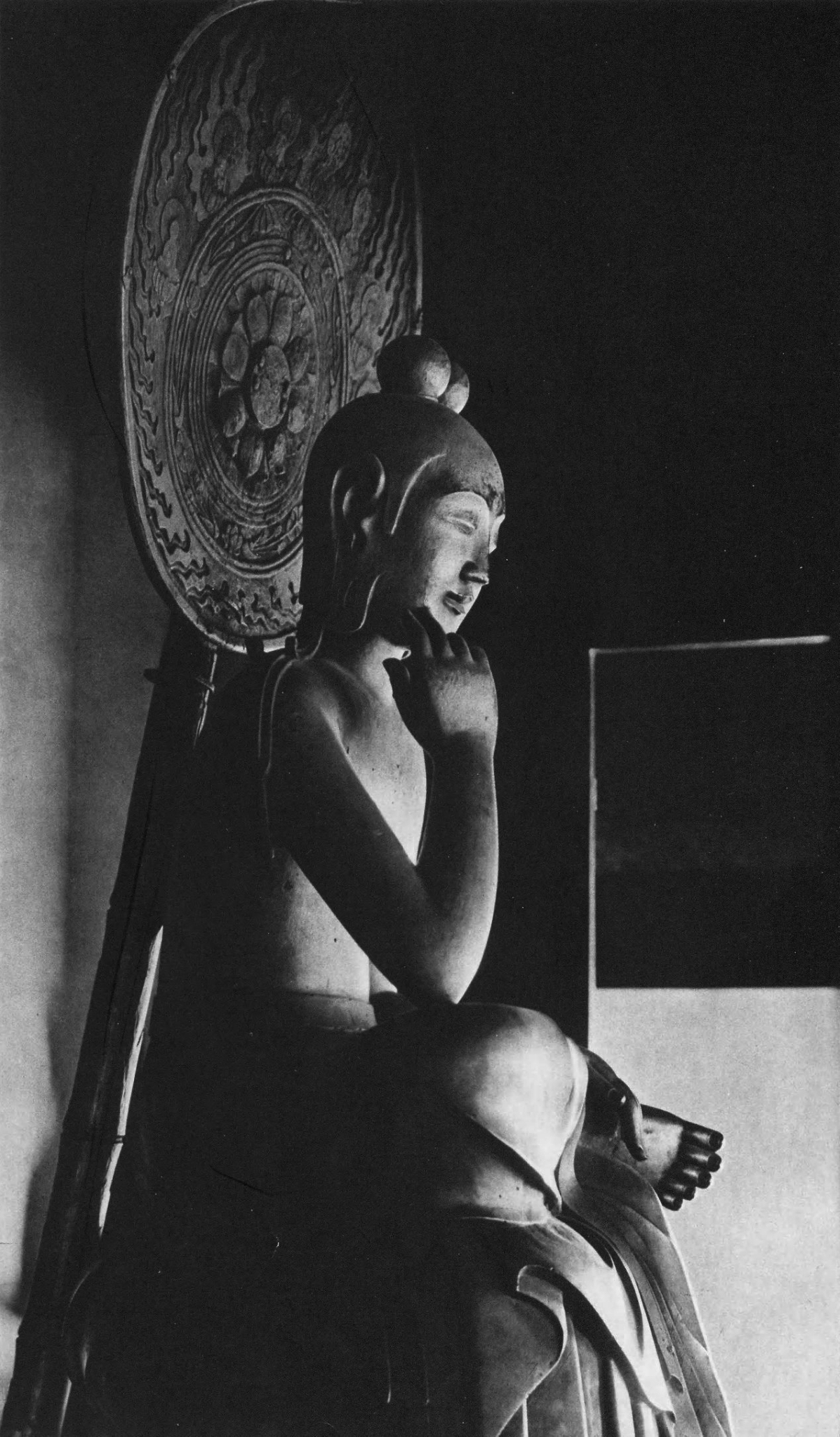
Miroku Bosatsu,trésor national.

La statue en bois de camphrier de Miroku (菩薩半跏像) est un trésor national dont la réalisation remonte à la période Asuka. Elle aurait été sculptée vers 650. Autrefois peinte, elle est actuellement laquée,,,.  La pigmentation originale est encore visible sur la plante du pied droit.
Le bodhisattva est assis le pied droit posé sur le genou gauche, la tête appuyée sur sa main droite.
Si la plupart des savants y reconnaissent Miroku, d’après les archives du temples, la statue représente Nyoirin Kannon.

## Mandal Tenjukoku Shūchō

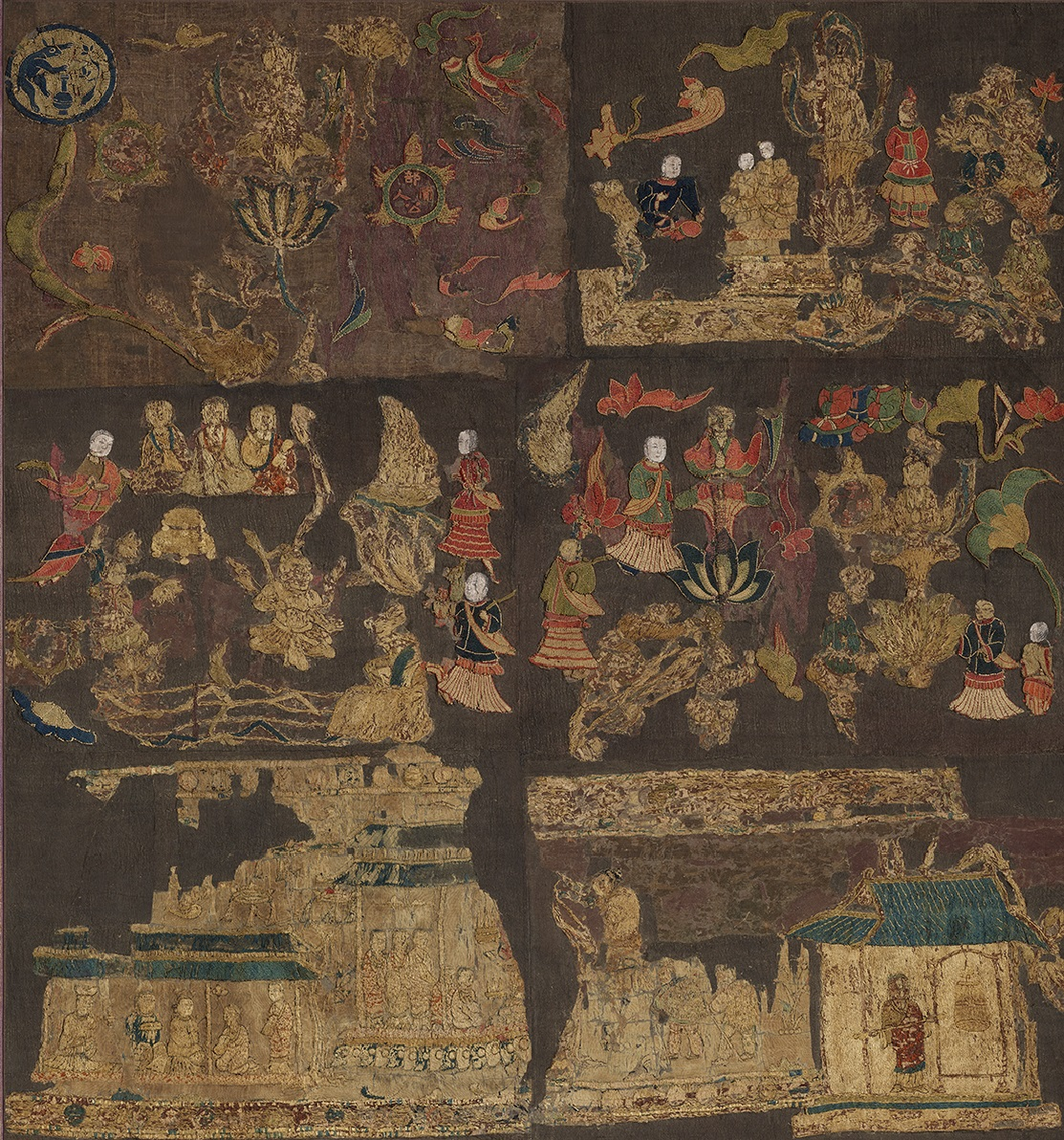
Tenjukoku mandala,trésor national.

En 622, après la mort de Shōtoku Taishi, sa consort Tachibana-no-Oiratsume commande le mandala Tenjukoku Shūchō (天寿国繍帳). La broderie du ciel et de la vie éternelle, avec cent tortues et le texte qui l'accompagne, est restaurée au cours de l'époque d'Edo en combinant les fragments encore existants avec des pièces d'une réplique de l'époque de Kamakura,.

## Source de la traduction
- (en) Cet article est partiellement ou en totalité issu de l’article de Wikipédia en anglais intitulé « Chūgū-ji » (voir la liste des auteurs).